# Jonas Cohn
Jonas Cohn (ur. 2 grudnia 1869 w Görlitz, zm. 12 stycznia 1947 w Birmingham, Anglia) – filozof i pedagog niemiecki, przedstawiciel neokantowskiej szkoły badeńskiej, profesor we Fryburgu Bryzgowijskim.

## Poglądy
Uważał, że estetyka jest krytyczną nauką o wartościach, psychologia zaś – jedynie nauką pomocniczą estetyki. Wartość estetyczna posiada charakter roszczenia, tzn. chce stać się powszechnie ważna. Piękno występuje tam, gdzie wrażenie otwiera się całkiem na formę.
Logika i teoria poznania nie mogą bazować na psychologii. Podstawowe założenia poznania są zależne od wartości i celów. Zasada immanencji oznacza, że wszystko to, co ma zostać poznane, musi podlegać warunkom form poznania. Przy czym nie chodzi tutaj o psychologiczne, indywidualne Ja, lecz o czysty podmiot poznania, o idealne Ja, które jest normą i celem poznania. Pragnie podnieść do stanowiska Ja ponadindywidualnego, które nigdy nie może być czystym obiektem, lecz zostaje założone jako jedność form wszystkiego poznającego. Cel poznania jest zawsze powiązaniem; czysty cel poznania jest powiązaniem sądu.

## Dzieła wybrane
- Allgemeine Ästhetik (1901)
- Untersuchungen über die Grundfragen der Logik (1908)
- Theorie der Dialektik (1923)
- Wertwissenschaft (1932)